# Памятник Достоевскому (Москва, улица Достоевского)
Па́мятник Фёдору Достое́вскому — памятник классику русской литературы Фёдору Достоевскому. Установлен в 1936 году у здания Мариинской больницы, в северном флигеле которой писатель родился и жил до 16 лет. В больнице также расположена его музей-квартира. Автор скульптуры — Сергей Меркуров. Созданная ещё в 1914 году, является первым постоянным гранитным памятником ленинской монументальной пропаганды. В 1956 году архитектор Исидор Француз создал для статуи постамент.

## Описание
Статуя и постамент выполнены из шведского гранита. Писатель изображён во весь рост. Он ссутулился, ладони сцеплены на груди, одеяние сползает с левого плеча. Скульптор определял памятник как фигуру с двумя осями и одним центром, находящимся за пределами статуи. С изменением ракурса меняется и силуэт писателя.

## История

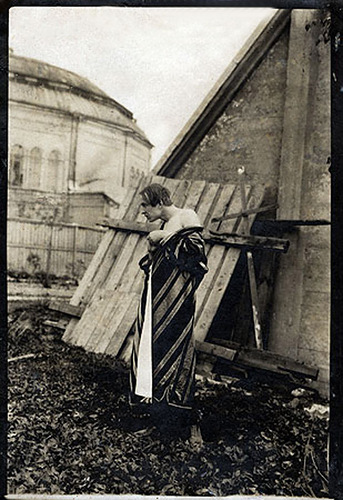
Александр Вертинский позирует Меркурову для памятника Достоевскому, XX век

В 1911 году по заказу мецената Николая Шахова скульптор Сергей Меркуров начал работу над статуей Фёдора Достоевского в своей мастерской на Цветном бульваре. Она задумывалась как элемент триптиха, который включал в себя также монумент Льву Толстому и скульптуру «Мысль». Эту идею мастер вынашивал с 1905 года.
Скульптор писал: «Мне кажется, что я открыл законы, которым подчиняются настоящие произведения искусства… В своих теориях зацепился кончиком за четвёртое измерение… Достоевского сделаю уже сознательно».
Прежде чем ваять фигуру в граните, автор создал около двадцати бюстов писателя, для которых позировал артист и композитор Александр Вертинский. Однако из-за Первой мировой войны реализовать работу сразу не удалось.
Усвоил мой замысел, принял правильную позу. А как держал свои изумительные пластичные руки!Сергей Меркуров о работе с Александром Вертинским
2 августа 1918 года в «Известиях ВЦИК» был опубликован «Список лиц, коим предложено поставить монументы в г. Москве и других городах Рос. Соц. Фед. Сов. Республики». В список вошёл Фёдор Достоевский.
Сергей Меркуров представил Моссовету свою скульптуру. Комиссия во главе с наркомом просвещения РСФСР Анатолием Луначарским, включавшая также Владимира Фриче и Николая Виноградова, посетила мастерскую. Комиссия согласилась с предложением художника и выкупила весь триптих. 7 ноября этого же года памятник установили на Цветном бульваре, недалеко от мастерской автора, потому что не было необходимого оборудования для дальней перевозки тяжёлых скульптур.
Фигура Достоевского, представляющая собой громадную гранитную глыбу в три метра высотой, была передвинута из мастерской на место постановки — у фонтана на Цветном бульваре — способом, который применялся ещё в Древнем Египте. Она была уложена на два бревна, связанные в форме саней. Под бревна подкладывались вальки, по которым «сани» катились с помощью ворота, укреплявшегося по пути движения статуи. Вся эта операция была проделана тремя рабочими вместе с самим автором. Передвижение статуи привлекло большие толпы зрителей.Николай Виноградов
Согласно легенде, после установки на памятнике появилась меловая надпись: «Достоевскому — от благодарных бесов». Точное авторство выражения не установлено. По одной из версий, фразу придумал один из литераторов, когда с вопросом о подписи памятника к нему обратился Луначарский, по другой версии — её изрёк сам нарком или его одноклассники на встрече выпускников киевской гимназии.
Реакция современников была неоднозначна. Например, поэт Иван Приблудный посвятил монументу стихотворение:
Глубже и ниже, к подъёму крутому,
где отдаётся с букетом в руке
Трубная площадь бульвару Цветному,
где Достоевский застыл в столбняке
А поэт Сергей Городецкий писал:
Все линии статуи Достоевского бегут изнутри. Впечатление искания вечного беспокойства, мучительной тревоги дают эти линии. Нервные руки соединены на груди. Голова тянется куда-то в сторону, словно великий прозорливец вглядывается в последние бездны человеческого духа.
Характерны две дневниковые записи жителя Москвы Николая Потаповича Окунева. Сразу же после открытия он записал:
Видел вчера… памятники… это работа скульптора Меркурова — «Человеческая мысль» и памятник Ф. М. Достоевскому (на Цветном бульваре). Оба из бронзы и гранита, только пьедесталы временные, а сами статуи вполне закончены и обличают у Меркурова крупную мысль и громадный талант.
Однако спустя две недели его мнение изменилось:
На днях я опять проходил мимо меркуровских произведений «Человеческая мысль» и «Достоевский». И на этот раз ничего гениального в них не нашёл <…> А «Достоевский» — как взглянуть, из какой страны: не то угодник с фресок Успенского собора, не то Шейлок. Ни в той, ни в другой статуе нет главного, что требуется от памятников: нет фундаментальности и ясности образа.
Известно, что памятник резко не одобрял сын писателя Фёдор Фёдорович Достоевский: по свидетельству его гражданской жены Л. С. Михаэлис, «он ненавидел памятник Достоевскому работы скульптора Меркурова, открытый в 1918 г. на Цветном бульваре, и неоднократно говорил, с каким бы он наслаждением взорвал динамитом изуродованную, по его мнению, фигуру его отца».
В 1936 из-за прокладки трамвайных путей памятник перенесли к зданию Мариинской больницы. Примечательно, что монумент установили без постамента, который появился лишь спустя двадцать лет. Его автором стал архитектор Исидор Француз.
Все окна корпусов больницы были освещены и жёлтые полосы лежали на утоптанном дворовом снегу. Вадим сразу не нашёл ворота и долго плутал по больничным дворам, которые соединялись один с другим. В одном дворе он увидел высокий, тёмный памятник. «Кому это?» — вяло, точно в дремоте, подумал Вадим и подошёл. Он узнал большелобое угрюмое лицо Достоевского. Ах, да! Ведь Достоевский родился и жил в этом больничном доме. Здесь где-то и музей его. Больница, приёмный покой, памятник больному русскому писателю… Все это похоже на сон.Писатель Юрий Трифонов в своей повести «Студенты»
В 1960 году памятник взяли под государственную охрану.